# Erling Meirik
Erling Meirik (Levanger, 17 dicembre 1948) è un ex calciatore norvegese, di ruolo difensore.

## Carriera

### Club
Meirik giocò nel Rosenborg dal 1970 al 1976, totalizzando 123 presenze e 13 reti in campionato. Esordì in squadra il 1º giugno 1970, nella vittoria per 2-0 sul Fredrikstad. Contribuì al raggiungimento del double nel 1971.

### Nazionale
Conta 13 presenze per la Norvegia. Debuttò il 23 febbraio 1972, nella sconfitta per 2-1 contro Israele.

## Palmarès

### Club

#### Competizioni nazionali
- Campionato norvegese: 1

Rosenborg: 1971
- Coppa di Norvegia: 1

Rosenborg: 1971